# 峨眉尖舌苣苔
峨眉尖舌苣苔（学名：Rhynchoglossum omeiense），为苦苣苔科尖舌苣苔属下的一个植物种。